# Northern Aggression
Northern Aggression è un album di Steve Wynn & the Miracle 3 pubblicato nel 2010.
Resolution è il primo estratto dell'album che può essere scaricato gratuitamente e legalmente dal sito ufficiale.
In We Don't Talk About It è possibile risentire le chitarre acide tipiche, mentre No One Ever Drowns è caratterizzata dal ritornello ripetuto in maniera paranoica.
Consider the Source, 'The Death of Donny B cover di un brano degli anni sessanta e St. Millwood sono pezzi lenti, mentre 'Ribbons and Chains ricorda i pezzi rock presenti su My Midnight.

## Tracce
1. Resolution – 5:44
2. We Don't Talk About It – 3:20
3. No One Ever Drowns – 3:44
4. Consider the Source – 3:45
5. Colored Lights – 3:55
6. The Death of Donny B – 4:25
7. The Other Side – 4:32
8. Cloud Splitter – 3:28
9. St. Millwood – 4:34
10. On the Mend – 3:53
11. Ribbons and Chains – 4:36

## Formazione
- Steve Wynn - voce, chitarra
- Jason Victor - chitarra
- Linda Pitmon - batteria
- Dave Decastro - basso